# Чабан, Валентин Алексеевич
Валенти́н Алексе́евич Чаба́н (бел. Валянцін Аляксеевіч Чабан) — советский и белорусский баянист, музыковед, педагог. Доктор искусствоведения, профессор Белорусской государственной академии музыки (БГАМ).

## Биография
Валентин Алексеевич родился в 1942 году в селе Усть-Чепца Просницкого района Кировской области (ныне в черте города Кирово-Чепецка). Окончил Белорусскую государственную консерваторию им. А. В. Луначарского, а в 1970 году — аспирантуру Горьковской государственной консерватории имени М. И. Глинки под руководством профессора Н. Я. Чайкина
С 1966 года начал преподавать по классу баяна в Белорусской государственной консерватории, одновременно в 1963—1968 годах являлся солистом Белорусской государственной филармонии. Руководил оркестрами баянистов консерватории (заочников — с 1972 по 1978 годы, очного отделения — с 1978 по 1988 годы).
Продолжает выступать в качестве солиста и дирижёра на филармонической и академической сценах. С оркестром баянистов БГАМ исполнил ряд сольных и дирижёрских программ в Белоруссии, России, Германии, странах Прибалтики. В БГАМ преподаёт курсы теории и истории баянного искусства, методологии исполнительства, современной музыки для баяна, аккордеона.

## Научная деятельность
В. А. Чабан является автором музыковедческих монографий, составителем широко используемых методических рекомендаций и разработок, а также многочисленных статей, опубликованных в научных журналах, сборниках научных трудов и периодике.

### Монографии
- Чабан В. А. Баяннае iскуства ў Беларусi: пытаннi тэорыi i метадалогii выканальніцтва / М-во культуры Республики Беларусь, Учреждение образования «Белорусская государственная академия музыки» — Минск, 2008.
- Чабан В. А. Становление письменных традиций в процессе формирования интонационного стиля искусства гармоники (конец XIX, начало XX в.)

### Методические рекомендации и разработки
- Некоторые особенности интонационной природы органной музыки И. С. Баха и методы воплощения её на баяне : Метод. рекомендации / М-во культуры БССР, Лаб. по учеб. заведениям; сост.: В. А. Чабан. — Минск, 1979.
- Стилистика сонатного творчества Н. Я. Чайкина : Метод. рекомендации / М-во культуры БССР, Респ. метод. каб. по учеб. заведениям искусств; сост.: В. А. Чабан. — Минск, 1983.
- Стилистика советской баянной музыки 60—80-х годов : Метод. разработки / Белорус. гос. консерватория им. А. В. Луначарского; сост.: В. А. Чабан. — Минск, 1990.
- Вопросы стилистики баянной музыки 30―60-х годов : Метод. разработки / М-во культуры Республики Беларусь, Белорус. гос. консерватория; сост.: В. А. Чабан. — Минск, 1991.

### Авторефераты диссертаций
- Чабан В. А. Становление интонационного стиля искусства гармоники-баяна: Автореф. дис. … канд. искусств. — Вильнюс, 1985.
- Чабан В. А. Белорусская баянная школа: становление, развитие, современное состояние (1930—2000-е гг.): Автореф. дис. … д-ра искусств. — Минск, 2013.

## Награды
- Почётная грамота Верховного Совета Республики Беларусь (1994)[4]
- Почётный знак «За вклад в развитие культуры» Министерства культуры Республики Беларусь.